# Rebecca Talbot Perkins
Rebecca Talbot Perkins, nata Talbot (Brooklyn, 14 febbraio 1866 – Brooklyn, 1º novembre 1956), è stata un'imprenditrice, filantropa e attivista statunitense di Brooklyn, New York. È stata la fondatrice del Talbot Perkins Children's Services. Nel 2009 è stata inserita nella National Women's Hall of Fame.

## Primi anni
Perkins è nata a Brooklyn da Rebecca Clarendon Talbot, figlia di Joseph Talbot e dell'ex Eliza Clarendon.

## Carriera e formazione
Frequentò quella che oggi è nota come Chautauqua Institution e continuò a lavorare lì per dieci anni dopo la laurea.
Joseph Talbot fondò un'agenzia di intermediazione immobiliare ma morì di influenza pochi anni dopo, nel 1890. Rebecca, non ancora sposata, rilevò l'attività in un'epoca in cui era raro che una donna si occupasse di affari, per non parlare della gestione di un'azienda.
Anche mentre dirigeva l'agenzia di intermediazione, si impegnò attivamente nella beneficenza e nell'attivismo sociale. In vari momenti, guidò, tra le altre organizzazioni, l'Alliance of Women's Clubs of Brooklyn, la People's Political League of Kings County, il Memorial Hospital for Women and Children e la Welcome Home for Girls. Nel 1927 fondò (insieme all'Alliance) la Rebecca Talbot Perkins Adoption Society, che in seguito divenne Talbot Perkins Children's Services.

## Vita privata
Sposò Agar Ludlow Perkins il 5 settembre 1895.